# Interstate 291 (Massachusetts)
Pour les articles homonymes, voir Interstate 291.
L'Interstate 291 (I-291) est une autoroute auxiliaire de 5,44 miles (8,75 km) du Massachusetts qui relie l'I-91 au centre-ville de Springfield avec l'I-90 (Massachusetts Turnpike) à Chicopee. L'I-291 a une orientation sud-ouest vers le nord-est. Elle rencontre l'I-91 à son terminus sud-ouest et se rend jusqu'à l'I-90.
L'I-291 ne se trouve qu'à 22,4 miles (36,0 km) de l'I-291 dans le Connecticut.

## Description du tracé

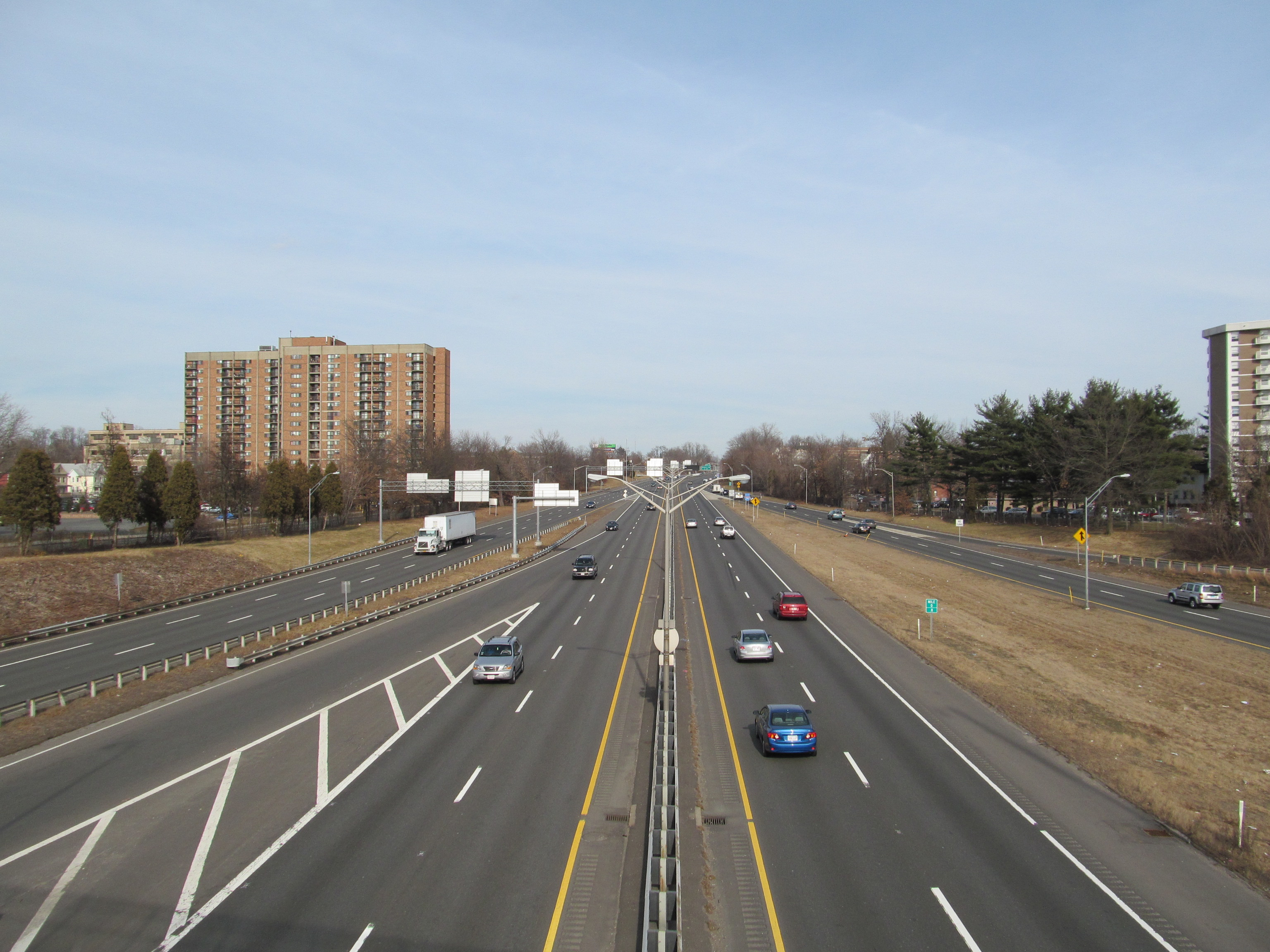
I-291 est

L'I-291 débute comme embranchement de l'I-91 à Springfield, en multiplex avec la US 20. L'I-291 et la US 20 forment ce multiplex dans le centre-ville de Springfield jusqu'à la sortie 5A, où la US 20 quitte le multiplex. L'I-291 continue à l'est et arrive à Chicopee, où elle rencontre l'I-90 (Massachusetts Turnpike). L'I-291 se termine à une intersection à niveau avec Burnett Road, mais les automobilistes sur l'I-291 est peuvent poursuivre sur l'I-90 de façon ininterrompue grâce à une rampe d'accès. Cependant, les automobilistes depuis l'I-90 qui veulent s'engager sur l'I-291 doivent effectuer un virage à gauche à cette intersection.

## Liste des sorties
| Interstate 291                                    |              |      |      |        |                                            |                                                                           |
| Comté                                             | Municipalité | mi   | km   | Sortie | Intersections / Destinations               | Notes                                                                     |
| Hampden                                           | Springfield  | 0,00 | 0,00 | 1A     | I-91 sud – Hartford                        | Sortie 6 de l'I-91                                                        |
| Hampden                                           | Springfield  | 0,46 | 0,75 | 1B     | I-91 nord / US 20 ouest – West Springfield | Terminus ouest du multiplex avec US 20; sortie 6 de l'I-91                |
| Hampden                                           | Springfield  | 0,59 | 0,95 | 2A     | Chestnut Street                            | Pas d'accès depuis I-91 nord; indiqué sortie 2 en direction est           |
| Hampden                                           | Springfield  | 0,46 | 0,75 | 2B     | Dwight Street                              | Pas d'accès depuis I-91 sud                                               |
| Hampden                                           | Springfield  | 1,34 | 2,16 | 3      | Armory Street                              |                                                                           |
| Hampden                                           | Springfield  | 2,41 | 3,88 | 4      | St. James Avenue – Chicopee Falls          |                                                                           |
| Hampden                                           | Springfield  | 4,05 | 6,51 | 5A     | US 20 est – Indian Orchard                 | Terminus est du multiplex avec US 20; indiqué sortie 5 en direction ouest |
| Hampden                                           | Springfield  | 4,06 | 6,53 | 5B     | Route 20A (en) ouest – East Springfield    |                                                                           |
| Hampden                                           | Chicopee     | 5,03 | 8,09 | 6      | Fuller Road – Ludlow, Chicopee Falls       |                                                                           |
| Hampden                                           | Chicopee     | 5,22 | 8,40 | 7      | I-90 Toll / Mass Pike – Boston, Albany     | Sortie 51 de l'I-90                                                       |
| Hampden                                           | Chicopee     | 5,52 | 8,88 | —      | Burnett Road nord                          |                                                                           |
| - Terminus de multiplex - Péage - Accès incomplet |              |      |      |        |                                            |                                                                           |